# Stopa (literatura)
| Dvojslabičné | Dvojslabičné                |
| ------------ | --------------------------- |
| ◡ –          | jamb                        |
| – ◡          | trochej                     |
| –            | spondej                     |
| Trojslabičné |                             |
| ◡            | tribrachys                  |
| – ◡          | daktyl                      |
| ◡ – ◡        | amfibrach                   |
| ◡ –          | anapest                     |
| Kombinované  |                             |
| – ◡ – ◡      | daktylotrochej              |
| Legenda      |                             |
| –            | dlouhá, přízvučná slabika   |
| ◡            | krátká, nepřízvučná slabika |

Stopa je základní jednotkou metra. Je složena z několika málo časových elementů, kterým se říká doba. Je to zvukový úsek střídající dobu těžkou (se slovním přízvukem) a dobu lehkou (bez slovního přízvuku), těžká doba se nazývá iktus (thesis), lehká arsis.

## Příklad
Ententyky dva špalíky

čert vyletěl z elektriky
Stopu vytváří rytmický celek, který má dvě slabiky. Na první slabice je vždy přízvuk, bez ohledu na to, zda stopa začíná na začátku nebo uprostřed slova.